# نادي مانيسا
نادي مانيسا هو نادي كرة قدم من مدينة مانيسا يلعب حالياً في دوري الدرجة الأولى التركي.